# Leptogenys arcuata
Leptogenys arcuata é uma espécie de formiga do gênero Leptogenys, pertencente à subfamília Ponerinae.